# Quận Coahoma, Mississippi
Quận Coahoma là một quận ở đồng bằng Mississippi, thuộc tiểu bang Mississippi, Hoa Kỳ.
Quận này được đặt tên theo. Theo điều tra dân số của Cục điều tra dân số Hoa Kỳ năm 2010, quận có dân số 26.151 người. Quận lỵ đóng ở Clarksdale6.

## Địa lý
Theo Cục điều tra dân số Hoa Kỳ, quận có diện tích 1510 km2, trong đó có 75 km2 là diện tích mặt nước.